# Burg Randeck (Landkreis Kelheim)
Burg Randeck ist die Ruine einer Höhenburg auf 490 m ü. NN am nördlichen Talrand der Altmühl auf einem Felsvorsprung oberhalb des Marktes Essing im niederbayerischen Landkreis Kelheim in Bayern. Die Anlage wird als Bodendenkmal unter der Aktennummer D-2-7036-0182 im Bayernatlas als „Turmhügel des hohen oder späten Mittelalters ("Schloßberg")“ geführt. Ebenso ist sie unter der Aktennummer D-2-73-121-16 als denkmalgeschütztes Baudenkmal von Randeck verzeichnet.

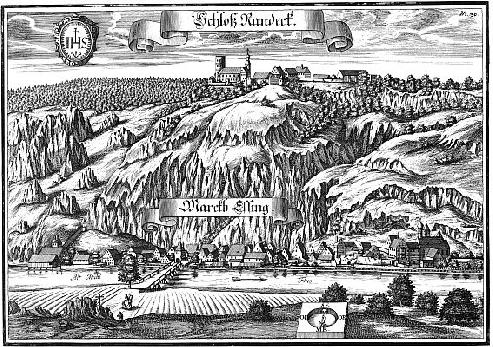
Burg Randeck, Kupferstich von Michael Wening 1700

## Geschichte
Die Burg ist untrennbar mit dem zu ihren Füßen liegenden Markt Essing verbunden. Die Essinger hatten ihrem Burgherren Frondienste zu leisten.
Die erste Befestigungsanlage an diesem Ort entstand wahrscheinlich bereits im 10. Jahrhundert unter Herzog Arnulf I. von Bayern zum Schutz gegen die Einfälle der Ungarn. Die heutige Burg wurde im 11. und 12. Jahrhundert von den Randeckern erbaut. Um 1200 bedrückte Ritter Heinrich von Randeck das Kloster Prüll (Regensburg) durch unangemessene Ausübung der Vogtei über dessen Güter. Er behauptete die Vogtei als (After-)Lehen von Graf Gebhard (III.) von Hirschberg erhalten zu haben. Abt Heinrich (I.) von Prüll beendete die Streitigkeiten, im Beisein von Herzog Ludwig I. von Bayern, durch den Verzicht des Randeckers auf jegliche Vogteirechte gegen eine Zahlung von 50 Pfd. Silber. 1298 fiel die Burg an die als Raubritter berüchtigten Abensberger Babonen, nach deren Aussterben 1485 schließlich an das Herzogtum Bayern. Bereits 1529 fiel sie an Herrn Leonhard von Eck, 1565 kaufte Otto Heinrich von Schwarzenberg die Burg, 1594 dann Alexius Fugger. 1596 erwarb Herzog Wilhelm von Bayern die Burg, tauschte sie aber sogleich mit Johann Wolf Freymann gegen dessen Schloss Mühlfelden. Im Dreißigjährigen Krieg wurde Burg Randeck 1634 von den schwedischen Truppen stark beschädigt. 1672 kaufte das Jesuitenkolleg Ingolstadt die Burg. Nach Auflösung des Ordens 1773 fiel sie abermals an das mittlerweile zum Kurfürstentum aufgestiegene Bayern. 1776 erwarb der Malteserorden die Anlage.
1818 fiel die Burg an das Königreich Bayern. 1838 stürzten Teile der Burg ein, darunter auch der Bergfried. Bereits 1842 ließ Kronprinz Maximilian von Bayern die Anlage sichern und teilweise wieder aufbauen. 1975 wurde sie umfassend renoviert und ist seitdem eine Touristenattraktion. Die Ruine ist heute im Eigentum des Marktes Essing.

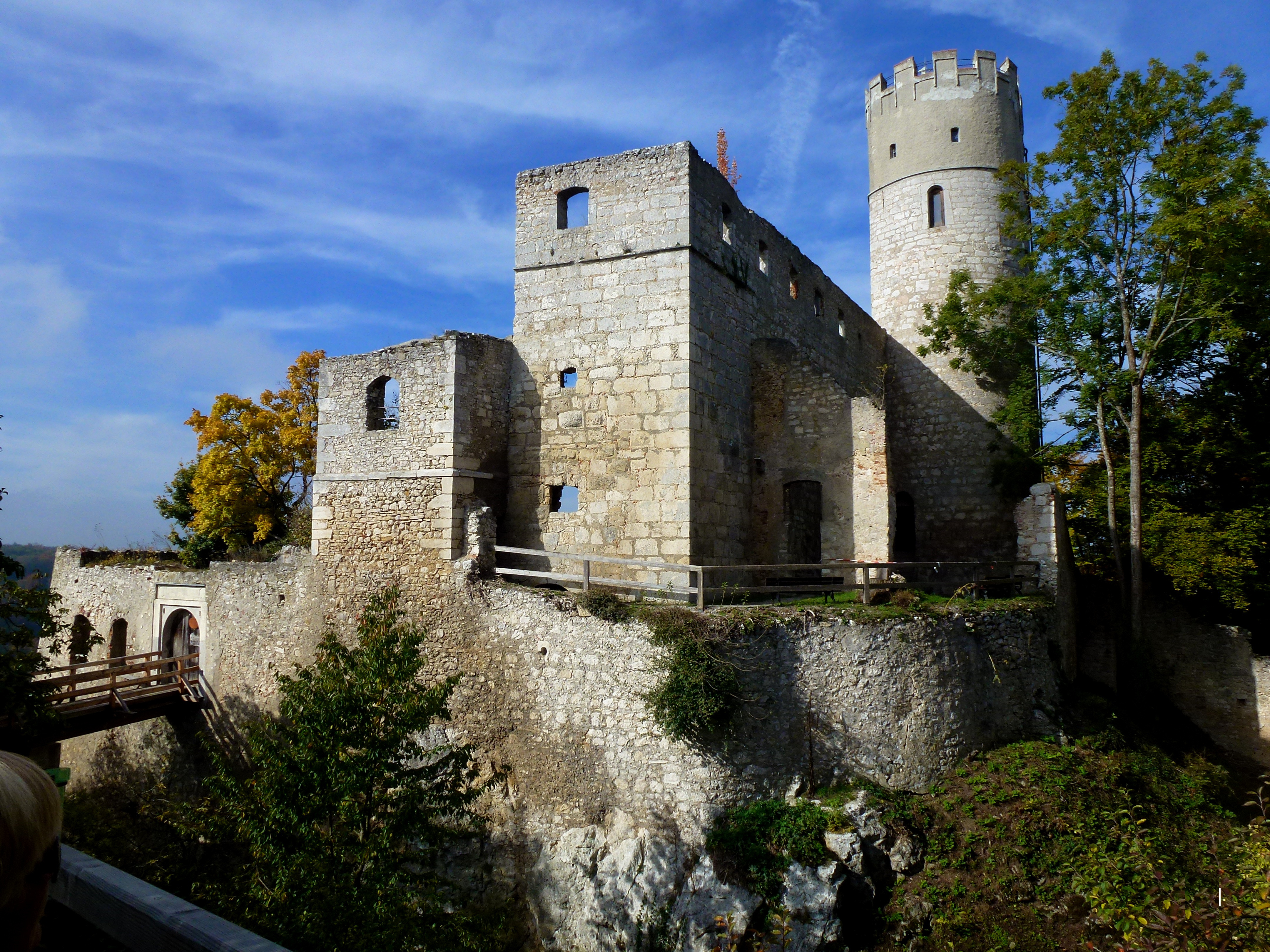
Burg Randeck

## Beschreibung
Von Burg Randeck stehen heute im Wesentlichen noch einige Außenmauern, das Burgverlies, der fensterlose Hungerturm sowie der 36 Meter hohe, sehr akkurat aus regelmäßigen Quadern gefügte Bergfried, der als Aussichtsturm bestiegen werden kann. Ursprünglich soll die Anlage neun Stuben, acht Kammern, drei Küchen, eine dem Heiligen Georg geweihte Burgkapelle, einen Keller und einen Schöpfbrunnen besessen haben.